# Adersbach (Sinsheim)
Adersbach ist ein Dorf im Süden des Rhein-Neckar-Kreises in Baden-Württemberg, das seit 1971 zu Sinsheim gehört.

## Geschichte

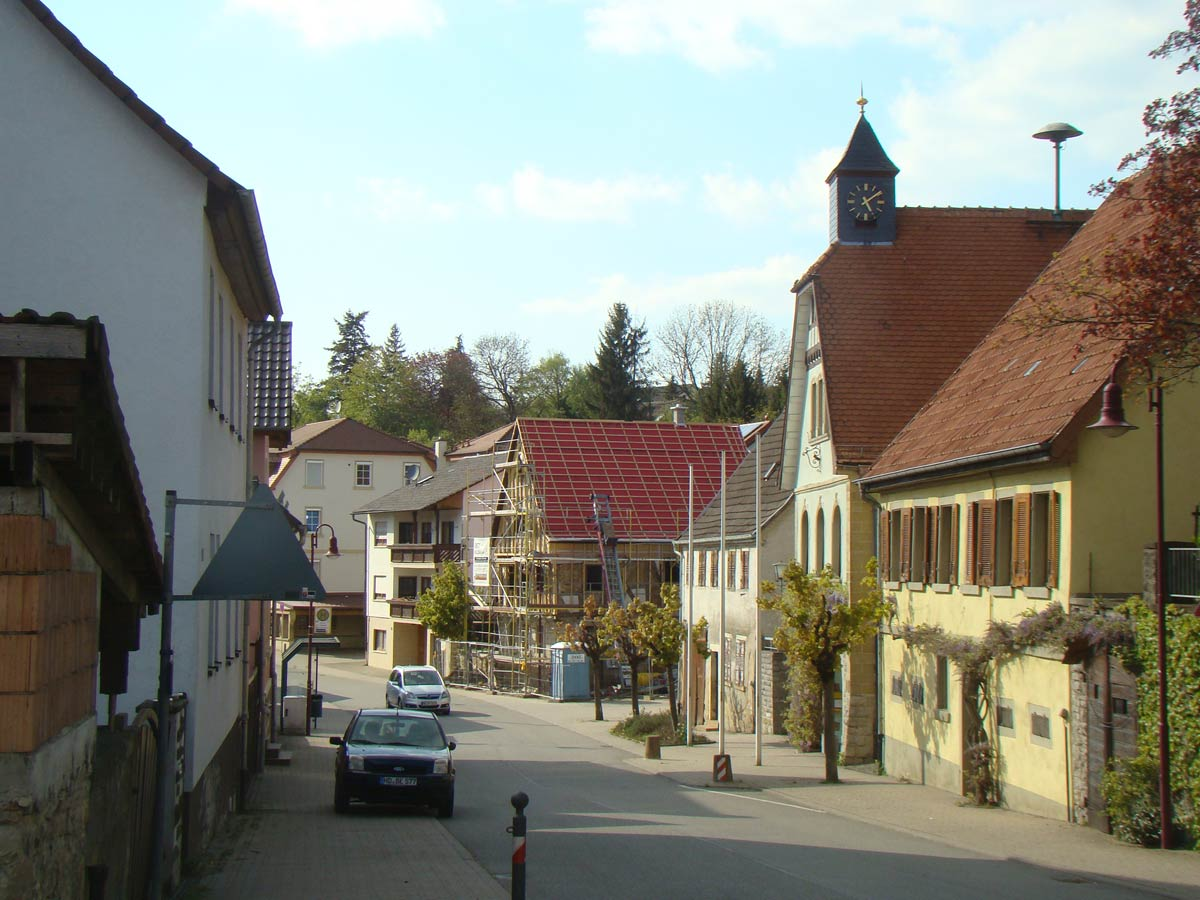
Ortsdurchfahrt von Adersbach

Im Jahre 1016 wurde Adersbach als „Ademesbach“ erstmals urkundlich erwähnt. Im Mittelalter war das Straßendorf im Besitz verschiedener Grundherren. 1518 kam das halbe Dorf an Dietrich und Pleikart von Gemmingen. Ab 1649 werden auch die Herren von Schmidberg genannt. Nach dem Tod ihres letzten Erben, Johann Friedrich Carl von Schmidberg (1759–1777), kamen die Herren von Gemmingen durch Kauf und Tausch in den Besitz des ganzen Dorfes. Der Ort gehörte bis zur Mediatisierung der Reichsritterschaft 1806 zum Ritterkanton Kraichgau, danach als selbstständige Gemeinde zu Baden. 1929 verkaufte Freiherr von Gemmingen-Hornberg das Adersbacher Herrschaftshaus mit dem dazugehörigen Areal an privat. 1939 wurden 308 Einwohner gezählt, Ende 1945 waren es 366. Am 1. Dezember 1971 wurde der Ort nach Sinsheim eingemeindet.

## MELAP +
Adersbach ist eine von 13 Kommunen in Baden-Württemberg, welche aus ca. 50 Bewerbungen für ein Modellprojekt ausgewählt wurden, das die innerörtlichen Potenziale entwickeln und so den Landschaftsverbrauch für Neubaugebiete reduzieren soll. Das Projekt läuft fünf Jahre.

## Vereine
Adersbach hat ein aktives Vereinsleben. Neben dem Verein für Bewegungsspiele (VFB) gibt es den Gesangverein,
Schützenverein und die Adersbacher Musikanten.

## Genossenschaften
Neben der alteingesessenen Privatwaldgenossenschaft gibt es seit 2010 die BürgerEnergie Genossenschaft Adersbach.

## Wappen
Das Wappen von Adersbach zeigt eine goldene Pflugschar auf blauem Grund. Das Wappen wurde von der Gemeinde bereits 1829 geführt. Die Wappenfarben Blau und Gold (Gelb) sind die Farben der Herren von Gemmingen.

## Bauwerke

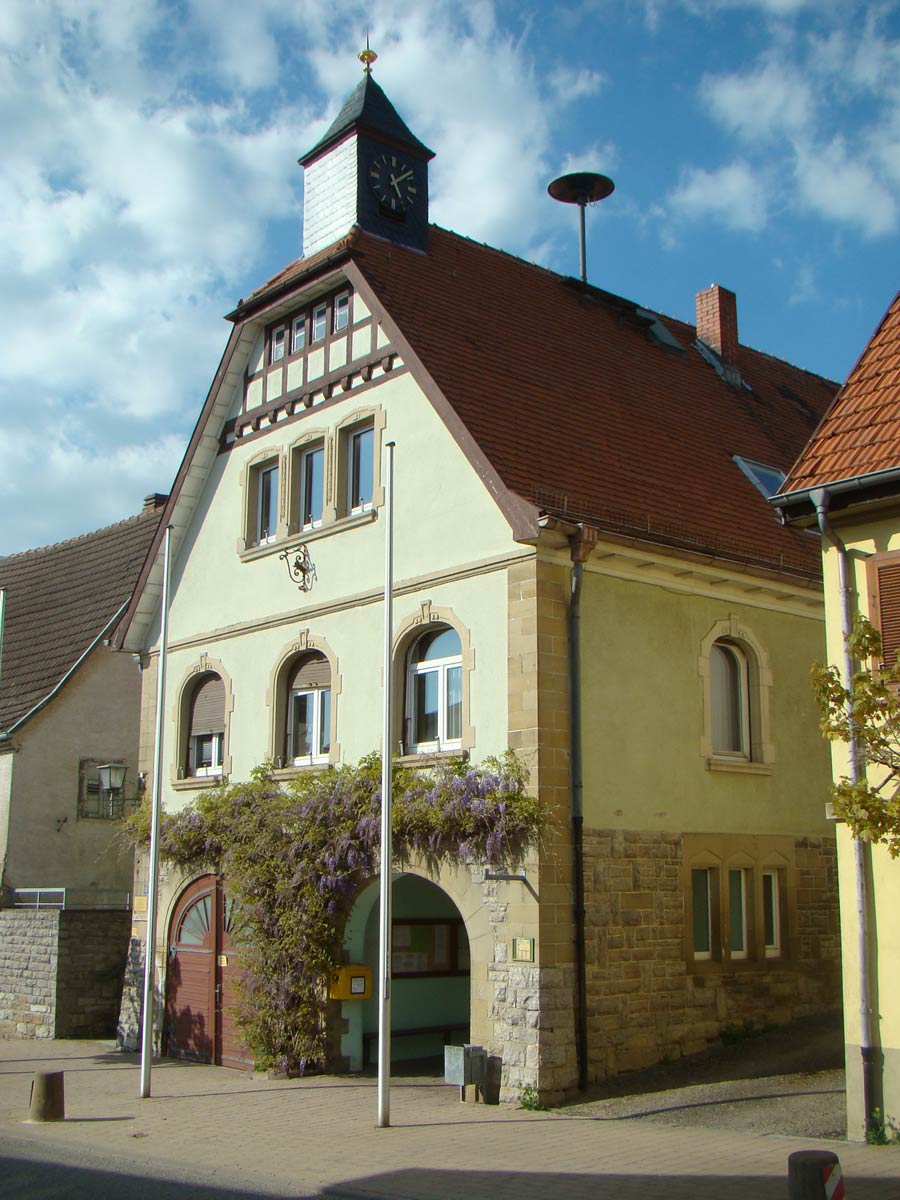
Rathaus von Adersbach

- Das Rathaus wurde 1912 an der Stelle des abgebrannten, 1588 erbauten alten Rathauses errichtet und war zeitweilig auch Feuerwehrhaus der Freiwilligen Feuerwehr Adersbach.
- Die evangelische Laurentiuskirche geht auf eine bereits im 13. Jahrhundert bezeugte Walpurgiskapelle zurück und erhielt durch Erneuerung des Kirchenschiffs 1780/82 und des Kirchturms 1784/86 im Wesentlichen ihre heutige Gestalt. Das unweit gelegene Pfarrhaus wurde um 1755 erneuert und ist noch von Resten seiner historischen Wirtschaftsgebäude umgeben. Unterhalb der Kirche liegt das alte Schulhaus, das um 1850 erbaut wurde, Schule bis 1971 war und sich seit 1979 in Privatbesitz befindet.

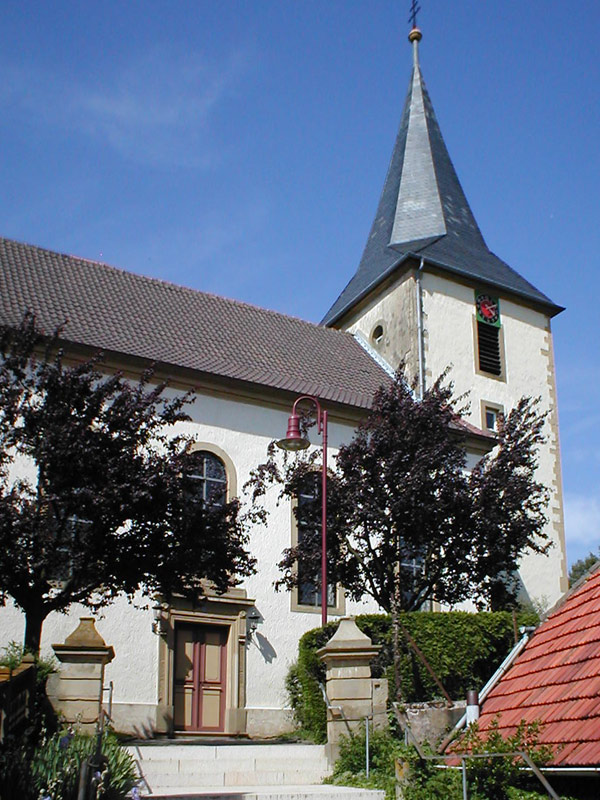
Evang. Kirche
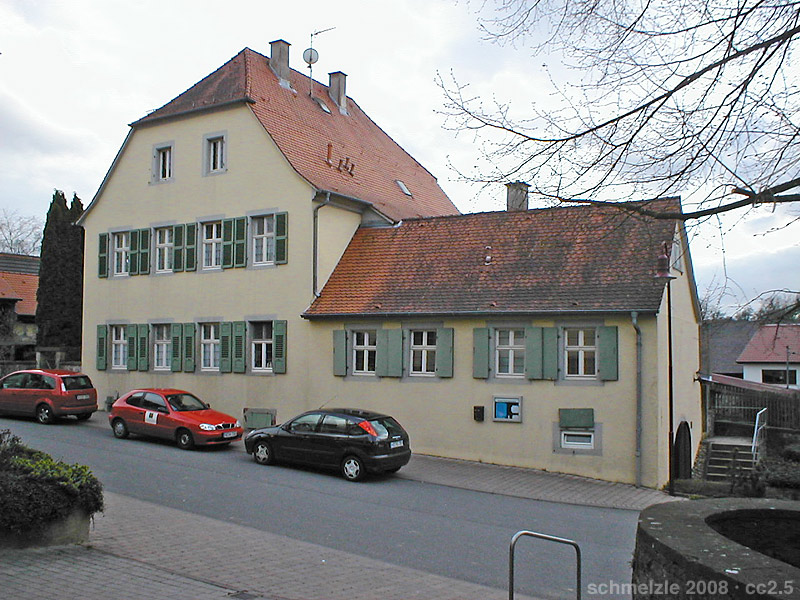
Pfarrhaus
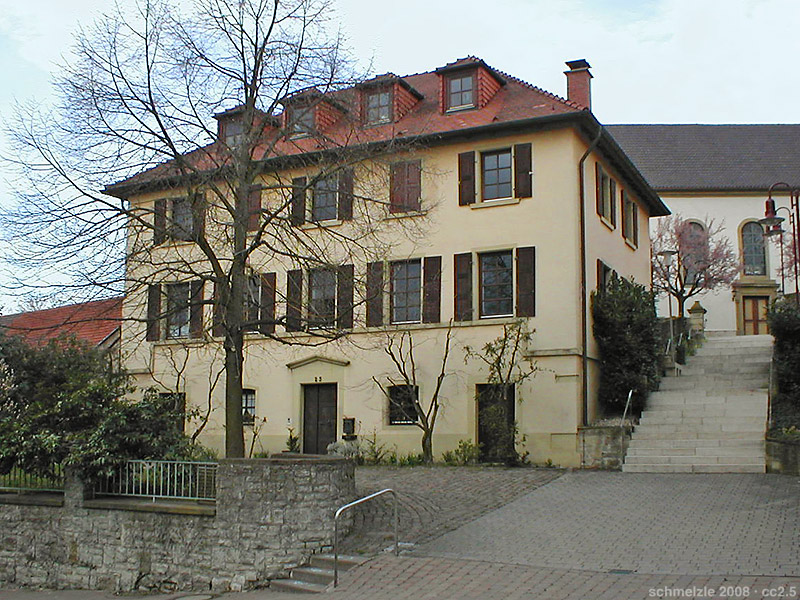
Altes Schulhaus

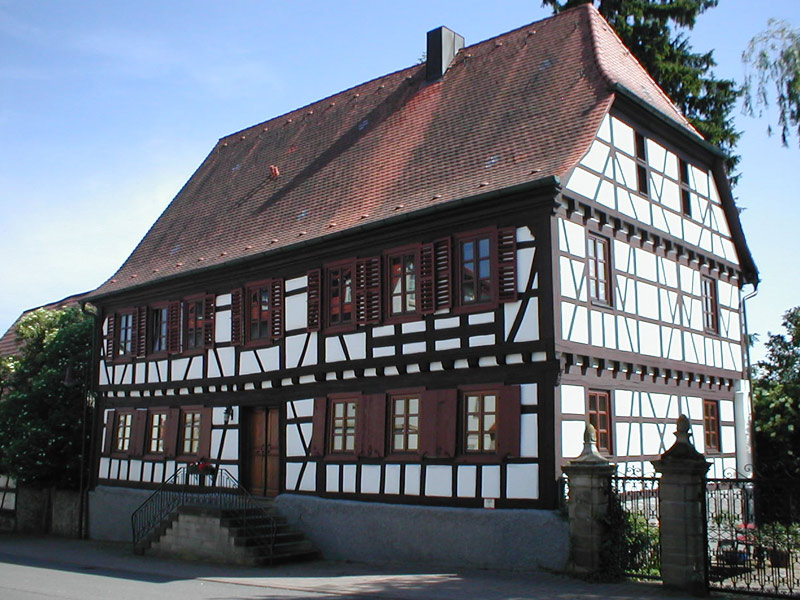
Herrschaftshaus

- Das Herrschaftshaus ist ein Fachwerkbau und wurde 1630 durch die Freiherren von Gemmingen errichtet. In seiner Nachbarschaft sind noch der herrschaftliche Schafstall und die Zehntscheune erhalten, die sich seit 1928 in Privatbesitz befinden.
- Gegenüber dem Herrenhaus befinden sich die historischen Gasthäuser „Sonne“ und „Rose“. Die „Sonne“ von 1707 ist ein stattliches Gebäude aus der Zeit des Barock mit Eckpilastern und schmuckvollem Portal. Im Ort sind weitere stattliche historische Anwesen erhalten, darunter auch das Gebäude in der Mittelstraße 33 mit massiven Hochkeller (ca. 1660) und Fachwerk, das bis 1770 zurückdatiert.

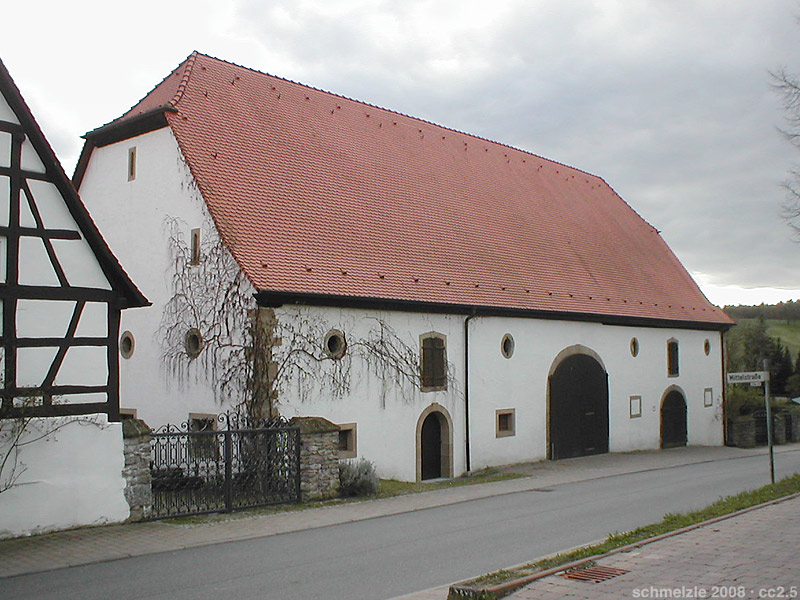
Zehntscheune
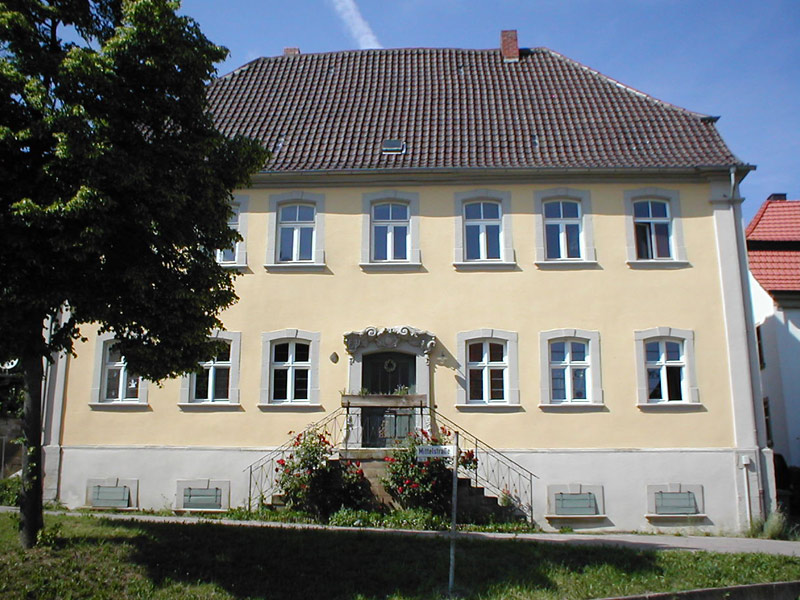
Gasthaus Sonne von 1707
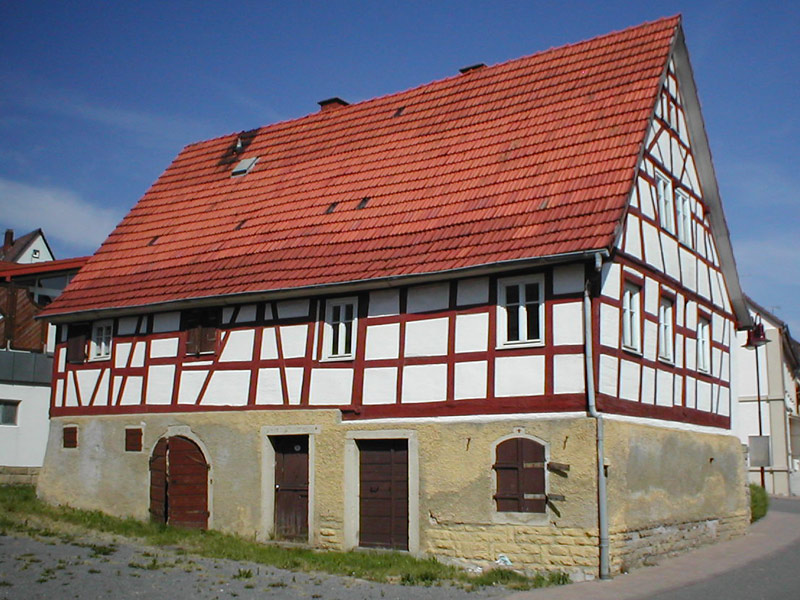
Fachwerkgebäude Mittelstraße 33

## Persönlichkeiten
- Georg Frank (1836–1910), Reichstags- und Landtagsabgeordneter, geboren in Adersbach
- Adolf Schöner (1891–1976), Luftfahrtpionier, verbrachte Kindheit und Lebensabend in Adersbach
- Elke Brunnemer (* 1952 in Neckarbischofsheim), MdL (CDU) wohnt in Adersbach